# ライフイズグッド
ライフイズグッド（Life Is Good、2018年4月22日 - ）はアメリカ合衆国の競走馬。主な勝ち鞍は2021年のブリーダーズカップ・ダートマイル、2022年のペガサスワールドカップ、ホイットニーステークス、ウッドワードステークス。

## 経歴

### デビュー前
2019年9月のキーンランド・イヤリングセールで52万5000ドルで落札された。

### 2歳（2020年）
11月のデビュー戦を9馬身半差で勝利。直後に行われたケンタッキーダービーの長期前売りで1番人気となった。

### 3歳（2021年）
1月2日、サンタアニタパークのG3シャムステークスで重賞初勝利。
3月6日、サンタアニタパークのG2サンフェリペステークスで8馬身差の勝利を飾り、ケンタッキーダービーの最有力候補となった。なお、シャムステークスとサンフェリペステークスの2着は、後にケンタッキーダービーを勝利するメディーナスピリットであった。
その後は4月3日のG1サンタアニタダービーへの出走を予定していたが、3月20日の調教後に左後肢の球節に小骨片が見つかり摘出手術が必要となったため、クラシックレースへの出走は叶わなかった。
休養中の6月、所属していたボブ・バファート調教師の禁止薬物投与問題によってトッド・プレッチャー厩舎へ移籍することが報じられた。
8月28日、サラトガのG1H・アレン・ジャーケンスメモリアルステークスで復帰。スタートからハナを切ってじわじわとリードを付けるものの、コーナーで差を詰めてきたジャッキーズウォリアーに最後の直線で交わされクビ差の2着となり初黒星を喫した。
続いて9月25日にベルモントパークのG2ケルソハンデキャップに出走。危なげなく逃げ切って5馬身半差の勝利を果たした。
11月6日、デルマーで開催されたG1ブリーダーズカップ・ダートマイルに1番人気で出走。スタートからハナに立つとハイペースで飛ばし、直線で後続を突き放して5馬身3/4差のG1初勝利を挙げた。

### 4歳（2022年）
1月29日、ガルフストリームパークのG1ペガサスワールドカップに出走。前年の優勝馬で2021年ブリーダーズカップ・クラシックの覇者ニックスゴーとの対決となり、僅差ながら1番人気に推された。レースではスタートからハナに立つとニックスゴーから最大5馬身のリードを付けて飛ばし、最後の直線ではステッキを一発入れたのみで3馬身1/4差で優勝した。
3月26日、ドバイワールドカップに出走。これにより国際輸送と10ハロン（2000m）のレースとをともに初めて経験することになった。発走すると従来通りに逃げを打ち、ミッドナイトバーボンがこれに差なく続いてレースは緩みのない流れとなった。直線残り100m付近で脚の上がったライフイズグッドは失速するとともに優勝馬カントリーグラマーに交わされ、2着ホットロッドチャーリー、3着チュウワウィザードに先着された4着に敗れた。
帰国初戦となった7月2日のG2ジョンA.ネラッドステークスを5馬身差で快勝すると、続くホイットニーステークスとウッドワードステークスを共に逃げ切ってG1を連勝する。引退レースとなった11月5日のブリーダーズカップ・クラシックでは好スタートから果敢に逃げ、道中では後続に10馬身の差をつけるも直線で力尽き5着に敗れた。引退後の2023年よりウィンスターファームで種牡馬となる。

## 競走成績
| 年月日     | 競馬場                 | レース名                           | 格 | 頭数 | 着順 | 騎手        | 斤量（ポンド） | 距離   | 馬場 | タイム  | 着差   | 1着（2着）馬         |
| ---------- | ---------------------- | ---------------------------------- | -- | ---- | ---- | ----------- | -------------- | ------ | ---- | ------- | ------ | -------------------- |
| 2020.11.22 | デルマー               | 未勝利戦                           |    |      | 1着  | M.Smith     |                | D 6.5f |      |         |        |                      |
| 2021.01.02 | サンタアニタパーク     | シャムS                            | G3 | 5    | 1着  | M.Smith     | 120            | D 8f   | Fs   | 1:36.63 | 3/4    | （Medina Spirit）    |
| 2021.03.06 | サンタアニタパーク     | サンフェリペS                      | G2 | 7    | 1着  | M.Smith     | 122            | D 8.5f | Fs   | 1:42.18 | 8      | （Medina Spirit）    |
| 2021.08.28 | サラトガ               | H・アレン・ジャーケンスメモリアルS | G1 | 6    | 2着  | M.Smith     | 122            | D 7f   | Fs   | -       | クビ   | Jackie's Warrior     |
| 2021.09.25 | ベルモントパーク       | ケルソH                            | G2 | 4    | 1着  | I.Ortiz Jr. | 119            | D 8f   | Fs   | 1:34.37 | 5 1/2  | （Fort Peck）        |
| 2021.11.06 | デルマー               | BCダートマイル                     | G1 | 8    | 1着  | I.Ortiz Jr. | 123            | D 8f   | Fs   | 1:34.12 | 5 3/4  | （Ginobili）         |
| 2022.01.29 | ガルフストリームパーク | ペガサスWC                         | G1 | 9    | 1着  | I.Ortiz Jr. | 123            | D 9f   | Fs   | 1:48.91 | 3 1/4  | （Knicks Go）        |
| 2022.03.26 | メイダン               | ドバイWC                           | G1 | 10   | 4着  | I.Ortiz Jr. | 126            | D 10f  | Fs   | -       | 2 1/4  | Country Grammer      |
| 2022.07.02 | ベルモントパーク       | ジョンA.ネラッドS                  | G2 | 4    | 1着  | I.Ortiz Jr. | 124            | D 7f   | Fs   | 1:21.70 | 5      | （Speaker's Corner） |
| 2022.08.06 | サラトガ               | ホイットニーS                      | G1 | 5    | 1着  | I.Ortiz Jr. | 124            | D 9f   | Gd   | 1:48.97 | 2      | （Happy Saver）      |
| 2022.10.01 | アケダクト             | ウッドワードS                      | G1 | 4    | 1着  | I.Ortiz Jr. | 126            | D 9f   | S    | 1:49.57 | 1 1/4  | （Law professor）    |
| 2022.11.05 | キーンランド           | BCクラシック                       | G1 | 8    | 5着  | I.Ortiz Jr. | 126            | D 10f  | Fs   | -       | 12 1/2 | Flightline           |

## 血統表
| Life Is Goodの血統           | Life Is Goodの血統                     | Life Is Goodの血統                     | （血統表の出典）                       | （血統表の出典） |
| 父系                         | ストームキャット系                     | ストームキャット系                     | ストームキャット系                     |                  |
| 父 Into Mischief 2005 黒鹿毛 | 父の父Harlan's Holiday 1999 鹿毛       | Harlan 1989 黒鹿毛                     | Storm Cat                              | Storm Cat        |
| 父 Into Mischief 2005 黒鹿毛 | 父の父Harlan's Holiday 1999 鹿毛       | Harlan 1989 黒鹿毛                     | Country Romance                        |                  |
| 父 Into Mischief 2005 黒鹿毛 | 父の父Harlan's Holiday 1999 鹿毛       | Christmas in Aiken 1992 鹿毛           | Affirmed                               | Affirmed         |
| 父 Into Mischief 2005 黒鹿毛 | 父の父Harlan's Holiday 1999 鹿毛       | Christmas in Aiken 1992 鹿毛           | Dowager                                |                  |
| 父 Into Mischief 2005 黒鹿毛 | 父の母Leslie's Lady 1996 鹿毛          | Tricky Creek 1986 鹿毛                 | Clever Trick                           | Clever Trick     |
| 父 Into Mischief 2005 黒鹿毛 | 父の母Leslie's Lady 1996 鹿毛          | Tricky Creek 1986 鹿毛                 | Battle Creek Girl                      |                  |
| 父 Into Mischief 2005 黒鹿毛 | 父の母Leslie's Lady 1996 鹿毛          | Crystal Lady 1990 鹿毛                 | Stop the Music                         | Stop the Music   |
| 父 Into Mischief 2005 黒鹿毛 | 父の母Leslie's Lady 1996 鹿毛          | Crystal Lady 1990 鹿毛                 | One Last Bird                          |                  |
| 母 Beach Walk 2013 鹿毛      | 母の父Distorted Humor 1993 栗毛        | Forty Niner                            | Mr. Prospector                         | Mr. Prospector   |
| 母 Beach Walk 2013 鹿毛      | 母の父Distorted Humor 1993 栗毛        | Forty Niner                            | File                                   |                  |
| 母 Beach Walk 2013 鹿毛      | 母の父Distorted Humor 1993 栗毛        | Danzigs Beauty                         | Danzig                                 | Danzig           |
| 母 Beach Walk 2013 鹿毛      | 母の父Distorted Humor 1993 栗毛        | Danzigs Beauty                         | Sweetest Chant                         |                  |
| 母 Beach Walk 2013 鹿毛      | 母の母Bonnie Blue Flag 2007 鹿毛       | Mineshaft                              | A.P. Indy                              | A.P. Indy        |
| 母 Beach Walk 2013 鹿毛      | 母の母Bonnie Blue Flag 2007 鹿毛       | Mineshaft                              | Prospectors Delite                     |                  |
| 母 Beach Walk 2013 鹿毛      | 母の母Bonnie Blue Flag 2007 鹿毛       | Tap Your Feet                          | Dixieland Band                         | Dixieland Band   |
| 母 Beach Walk 2013 鹿毛      | 母の母Bonnie Blue Flag 2007 鹿毛       | Tap Your Feet                          | Exotic Moves                           |                  |
| 母系(F-No.)                  | 13号族(FN:13-c)                        | 13号族(FN:13-c)                        | 13号族(FN:13-c)                        |                  |
| 5代内の近親交配              | Mr. Prospector 4×5 Northern Dancer 4×4 | Mr. Prospector 4×5 Northern Dancer 4×4 | Mr. Prospector 4×5 Northern Dancer 4×4 |                  |
| 出典                         | 1.                                     | 1.                                     | 1.                                     | 1.               |